# Hađer
Hađer falu Horvátországban, Sziszek-Monoszló megyében. Közigazgatásilag Glinához tartozik.

## Fekvése
Sziszek városától légvonalban 24, közúton 33 km-re délnyugatra, községközpontjától légvonalban 3, közúton 6 km-re északra, a Maja folyó torkolatával szemben, Glina folyó dombos bal partján fekszik.

## Története
Hađer a környék számos településéhez hasonlóan a 17. század vége felé népesült be. 1696-ban a szábor a bánt tette meg a Kulpa és az Una közötti határvédő erők parancsnokává, melyet hosszas huzavona után 1704-ben a bécsi udvar is elfogadott. Ezzel létrejött a Báni végvidék, horvátul Banovina (vagy Banja), mely katonai határőrvidék része lett. 1731-ben Branjug zágrábi püspök megalapította a viduševaci plébániát, melyhez akkor Viduševacon kívül Dvorišće, Jame, Trstenica és Hađer is hozzá tartozott. 1745-ben megalakult a Glina központú első báni ezred, melynek fennhatósága alá ez a vidék is tartozott. 1881-ben megszűnt a katonai közigazgatás. A falunak 1857-ben 177, 1910-ben 272 lakosa volt. 1918-ban az új szerb-horvát-szlovén állam, majd később Jugoszlávia része lett. A második világháború idején a Független Horvát Állam része volt. 1991. június 25-én az akkor kikiáltott független Horvátország része lett. 1991 őszén a szerbek a falut elfoglalták és lerombolták, a horvát lakosságot elűzték. 1995. augusztus 8-án a Vihar hadművelettel foglalta vissza a horvát hadsereg. A településnek 2011-ben 50 lakosa volt, akik mezőgazdasággal (főként szőlőtermesztéssel) és állattartással foglalkoztak. A katolikus hívek a mala solinai plébániához tartoztak.

## Népesség
| Lakosság változása | Lakosság változása | Lakosság változása | Lakosság változása | Lakosság változása | Lakosság változása | Lakosság változása | Lakosság változása | Lakosság változása | Lakosság változása | Lakosság változása | Lakosság változása | Lakosság változása | Lakosság változása | Lakosság változása | Lakosság változása |
| ------------------ | ------------------ | ------------------ | ------------------ | ------------------ | ------------------ | ------------------ | ------------------ | ------------------ | ------------------ | ------------------ | ------------------ | ------------------ | ------------------ | ------------------ | ------------------ |
| 1857               | 1869               | 1880               | 1890               | 1900               | 1910               | 1921               | 1931               | 1948               | 1953               | 1961               | 1971               | 1981               | 1991               | 2001               | 2011               |
| 177                | 190                | 185                | 221                | 257                | 272                | 251                | 269                | 192                | 198                | 195                | 161                | 153                | 134                | 71                 | 50                 |

## Nevezetességei
A Lourdes-i Szűzanya tiszteletére szentelt kápolnája 1913-ban épült. Ezután még kétszer kellett újjáépíteni. Először a II. világháború után, másodszor pedig a honvédő háborút követően, mivel mindkét háború során lerombolták. A második újjáépítés 2012-ben fejeződött be, újraszentelése 2014. június 28-án történt. Ekkor avatták fel a honvédő háború 15, és a II. világháború 28 halálos áldozatának nevét tartalmazó emléktáblát is.